# 大佛俊泰
大佛 俊泰（おさらぎ としひろ、1962年 - ） は、日本の社会システム科学者。東京工業大学環境・社会理工学院教授。地理情報システム学会会長。

## 人物・経歴
三重県生まれ。1985年東京工業大学工学部建築学科卒業。1987年チューリッヒ工科大学工学研究科修士。1988年東京工業大学大学院理工学研究科建築学専攻博士課程中退、東京工業大学工学部助手。1993年東京工業大学工学部助教授、東京工業大学博士（工学）。1994年東京工業大学大学院情報理工学研究科助教授。2010年日本建築学会賞（論文）受賞。2011年東京工業大学大学院情報理工学研究科教授。2012年及び2013年にAssociation of Geographic Information Laboratories for Europe 最優秀論文賞受賞。2014年国土交通省大都市都心部等における防災性向上方策検討委員会委員。2016年都市住宅学会理事、日本不動産学会理事。2019年東京都耐震改修推進計画策定委員会委員長。2020年地理情報システム学会会長。